# Julien Absalon

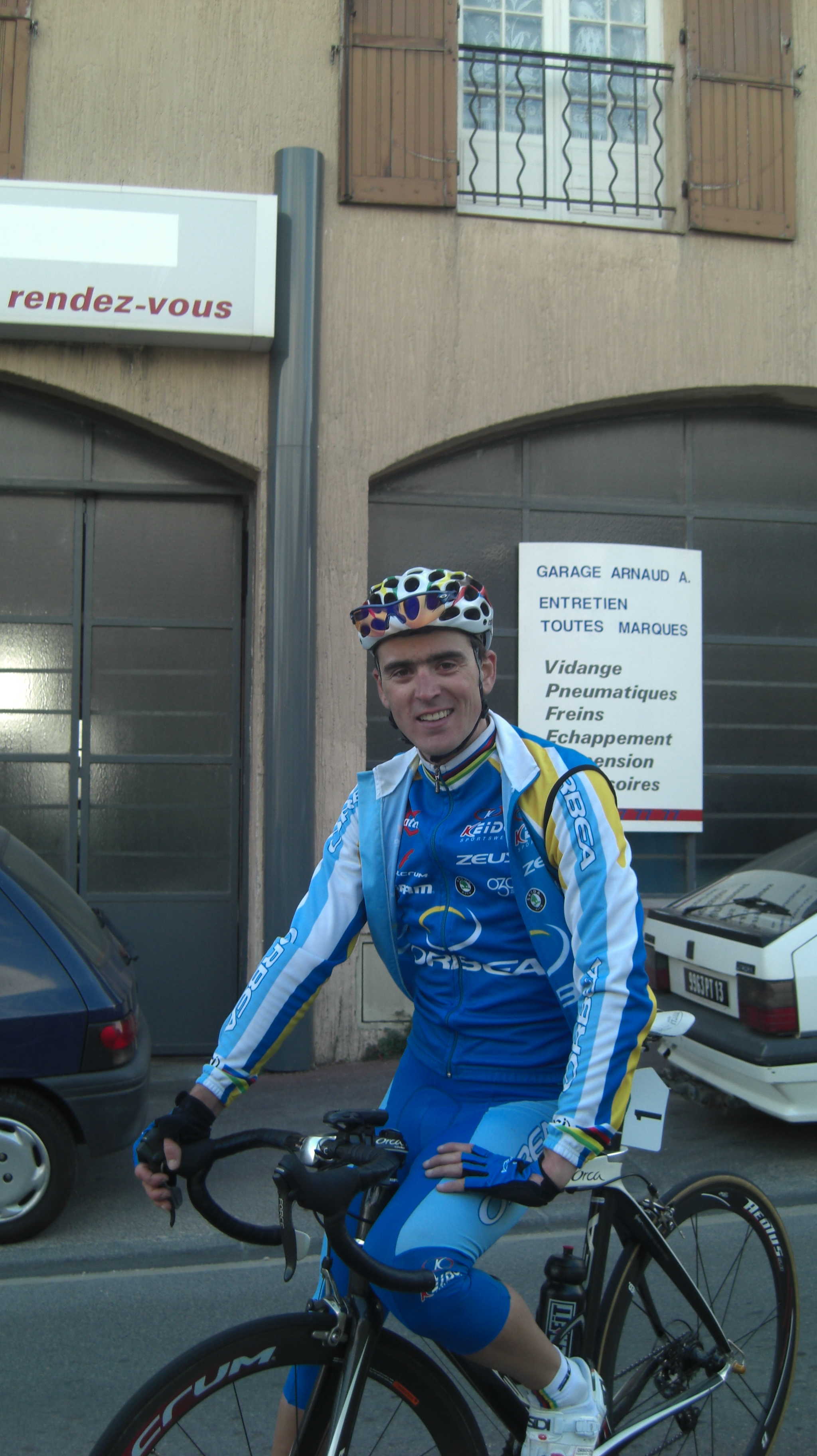
Julien Absalon

Julien Absalon, född 16 augusti 1980 i Remiremont, är en fransk mountainbikecyklist. Absalon cyklar sedan säsongen 2007 för det spanska cykelmärket Orbea. Han har vunnit VM år 2004, 2005, 2006 och 2007. I Olympiska spelen i Aten vann han sitt första OS-guld i mountainbike XC. 
Fyra år senare i Peking var han fullkomligt överlägsen i herrklassen, då han åkte solo i mer än halva loppet.
Absalon håller också på med långlopps-downhill där han tävlar med sin bror Remy Absalon som är bäst i världen i just denna gren.